# Tukery (pirofregata)
La Tukery è stata una pirofregata di II rango a ruote della Regia Marina, nata come nave passeggeri (con il nome di Vectis) e successivamente acquisita dal governo provvisorio siciliano (con il nome di Indipendenza, prima, e in uso alla Real Marina del Regno delle Due Sicilie con il nome di Veloce, poi).

## Storia
Ordinata nel 1848 ai cantieri Thomas & Robert White di Cowes, sull'Isola di Wight, dalla compagnia «Peninsular & Oriental SS Navigation Company» (in precedenza «Orient Line»), la nave avrebbe dovuto chiamarsi Vectis ed avere impiego, come piroscafo passeggeri, sulle rotte oceaniche e verso l'Oriente.

### L'acquisto per la Marina siciliana
Tuttavia durante la costruzione, il 18 luglio 1848, la nave venne acquistata per 90.000 sterline dal governo rivoluzionario costituitosi in Sicilia in seguito all'insurrezione dell'isola. Completata come pirofregata a ruote con il nome di Indipendenza (il cambio di nome fu sancito il 30 agosto 1848, alla vigilia del varo), la nave doveva entrare in servizio per il Governo Provvisorio Siciliano nell'aprile 1849, ma non raggiunse mai la Sicilia: in seguito a pressioni da parte del Regno delle Due Sicilie, infatti, le autorità francesi confiscarono la nave a Marsiglia, dove aveva sostato durante il viaggio che dall'Inghilterra avrebbe dovuto condurla in Sicilia.

### Il "Veloce" della Marina borbonica
Nel giugno dello stesso anno la pirofregata borbonica Guiscardo si recò a Marsiglia e prese in consegna la nave, che rimorchiò a Napoli.
Il 9 luglio 1849 la nave, consegnata alle autorità borboniche, venne incorporata nella Real Marina del Regno delle Due Sicilie e ribattezzata Veloce e l'indomani arrivò a Napoli, ma già il 30 luglio l'unità, catturata dagli insorti, riassunse il nome di Indipendenza. La repressione della rivolta segnò comunque il ritorno della nave in mano borbonica, di nuovo come Veloce, il 1º gennaio 1850.
L'armamento era composto originariamente da otto cannoni da 200 mm, poi mutato nel 1851 in 2 pezzi lisci da 60 libbre, 4 cannoni-obici lisci da 30 libbre e 2 obici lisci da 12 libbre.
Il 30 giugno 1857, all'indomani dello sbarco a Sapri della spedizione di Carlo Pisacane, la Veloce imbarcò a Mola di Gaeta due compagnie del XI Battaglione Cacciatori e le trasportò a Sapri, dove giunse verso le cinque del pomeriggio.

### L'impresa dei Mille
Nel corso dell'impresa dei Mille, il 12 maggio 1860, all'indomani dello sbarco di Marsala, la nave, insieme alla pirofregata Ettore Fieramosca ed ai piroscafi Miseno, Maria Teresa e Vesuvio, venne inviata da Napoli in Sicilia, per trasportarvi 16 compagnie della brigata Buonanno, e mezza batteria di obici da 12 pollici. Il 31 maggio l'unità imbarcò le truppe borboniche in ritirata a Trapani e Favignana, per concentrarle a Messina.
Il 5 luglio 1860 la Veloce trasportò da Messina a Milazzo 800 uomini del I Reggimento borbonico, ma durante la navigazione di ritorno a Messina il comandante della pirofregata, capitano di fregata Amilcare Anguissola, condusse la propria nave nella rada di Palermo, si recò dall'ammiraglio Carlo Pellion di Persano – che, a bordo della pirofregata Maria Adelaide, seguiva l'avanzata delle truppe garibaldine – e gli offrì di passare dalla sua parte, ricevendone l'invito ad unirsi alle truppe di Garibaldi. 

#### IlTukerydella Marina "garibaldina"
La Veloce venne ribattezzata Tukery, in onore del garibaldino ungherese Lajos Tüköry, deceduto in seguito alle ferite riportate in combattimento alcune settimane prima, e divenne il primo nucleo della Marina dittatoriale siciliana, sebbene il passaggio ai garibaldini si limitò solo al comandante Anguissola, cinque ufficiali e pochi altri uomini: il resto dell'equipaggio (130 uomini su 179, o, secondo altre fonti 103 uomini su 144), nonostante l'accoglienza riservata alla nave al suo arrivo a Palermo e le sollecitazioni patriottiche di Garibaldi, preferì rientrare a Napoli. Ricevuta la notizia di questo fatto, Francesco II mise sulle tracce della Tukery la pirofregata Tancredi e poi altre tre unità similari, che tuttavia non riuscirono a trovare la nave.
Nei mesi successivi la Tukery partecipò attivamente alle operazioni navali che appoggiarono l'impresa dei Mille: già l'11 luglio 1860 la pirofregata uscì da Palermo e catturò, al largo delle Eolie, i piccoli piroscafi mercantili borbonici Elba e Duca di Calabria (a bordo dei quali si trovava il maggiore borbonico Raffaele Sario Sforza, poi rimesso in libertà e mandato a Napoli insieme ai suoi sottoposti ed all'equipaggio della nave). Il 18 luglio l'unità si trasferì ad Archi e quindi a Milazzo.
Il 20 luglio la nave svolse un ruolo decisivo nella battaglia di Milazzo: sotto la direzione di Giuseppe Garibaldi, i suoi cannoni fecero fuoco (con tiro a mitraglia) contro l'ala sinistra delle truppe borboniche, costringendole a ritirarsi nel castello di Milazzo ed impedendo inoltre l'invio di rinforzi dalla fortezza alle truppe sul campo. Verso le cinque del pomeriggio, inoltre, la pirofregata, recatasi a Palermo, sbarcò a Milazzo un battaglione di volontari e quindi appoggiò, con il tiro delle proprie artiglierie, l'avanzata delle truppe garibaldine all'interno delle fortificazioni di Milazzo.
Sul finire di luglio vennero sbarcati dalla nave alcuni cannoni-obici Myllar da 60 libbre che furono collocati a Capo Peloro e Punta Faro, armati con personale della stessa Tukery. Il 22-23 agosto 1860 questi pezzi d'artiglieria ebbero uno scambio di cannonate con la pirofregata Borbona, che ricevette un colpo sotto la linea di galleggiamento, dovendo ripiegare verso Siracusa per via della falla apertasi nella carena.

#### L'attacco alMonarca

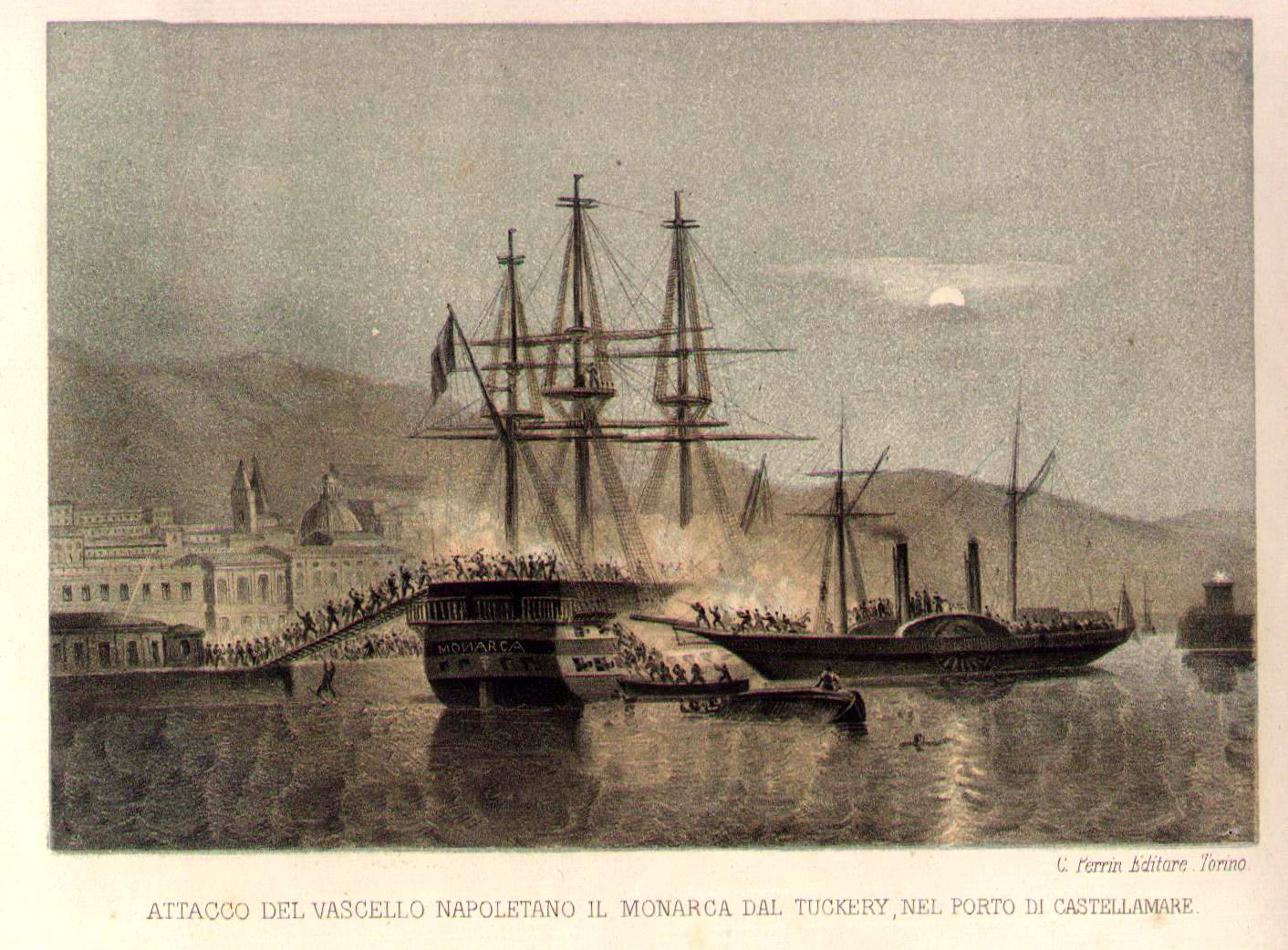
Un’incisione di Carlo Bossoli del 1860, raffigurante l’attacco della Tukery al Monarca.

Si era frattanto deciso di utilizzare la Tukery per un attacco al pirovascello borbonico Monarca, che era ormeggiato nella rada di Castellammare di Stabia. Il 12 agosto, ultimati i preparativi (che videro anche la sostituzione di parte dei cannoni con bocche da fuoco più moderne giunte da Genova), la nave lasciò Palermo con un equipaggio di circa 150 uomini al comando del capitano di corvetta Burone-Lercari, e con a bordo Alessandro Piola-Caselli, segretario della Marina Dittatoriale Siciliana ed ideatore dell'impresa. La nave soffriva di problemi alle macchine a causa della rottura di un cilindro, sfondatosi accidentalmente a Milazzo, cosa che ostacolava la messa in moto ed i cambiamenti di rotta. La Tukery fece quindi rotta per Messina, ove imbarcò due compagnie del II Battaglione Bersaglieri della Brigata «Medici»: mentre si trovava all'ancora a Ganzirri la nave venne avvistata dalla pirofregata borbonica Borbone il cui comandante pensò di speronarla, ma non mise in atto il suo proposito per l'opposizione degli ufficiali di macchina. Una volta ultimato l'imbarco delle truppe si pianificò l'attacco, che aveva come obiettivo la cattura del Monarca:
- un primo picchetto di 36 uomini (al comando del luogotenente Giuseppe Colombo) sarebbe rimasto sulla Tukery per rispondere al fuoco del forte di Castellammare di Stabia[9];
- un secondo picchetto di 24 uomini, al comando del sottotenente Osvaldo Vecelio, si sarebbe portato sulla coperta di poppa del Monarca per tagliare gli ormeggi[9];
- un terzo picchetto di 24 uomini, comandato dal sottotenente Emilio Girardi e dall'ufficiale di marina Lignarolo, si sarebbe portato a poppa, in prossimità della prima batteria, per tagliare gli ormeggi[9];
- un quarto picchetto di 44 uomini (comandante luogotenente Gentiluomo Enrico; sottotenente Stoppani Diodato ed ufficiale di marina Canevaro) si sarebbe piazzato a poppa sulla seconda batteria per controllare il corridoio[9];
- un quinto picchetto di 24 uomini, al comando del capitano Andrea Sgarallino, sarebbe rimasto a poppa in coperta di riserva[9];
- un sesto picchetto di 24 uomini, al comando di Gallo Guglielmi, si sarebbe recato a prua in coperta per tagliare gli ormeggi[9];
- un settimo picchetto di 24 uomini (comandante sottotenente Frediani Francesco ed ufficiale di marina Vasalla) avrebbe occupato la prima batteria a prua[9];
- un ottavo picchetto di 24 uomini (comandante sergente Mertello ed ufficiale di marina Palagi) avrebbe preso la seconda batteria a prua[9];

Il resto degli uomini sarebbe rimasto al centro del Monarca, per portare rinforzo dove fosse servito. 

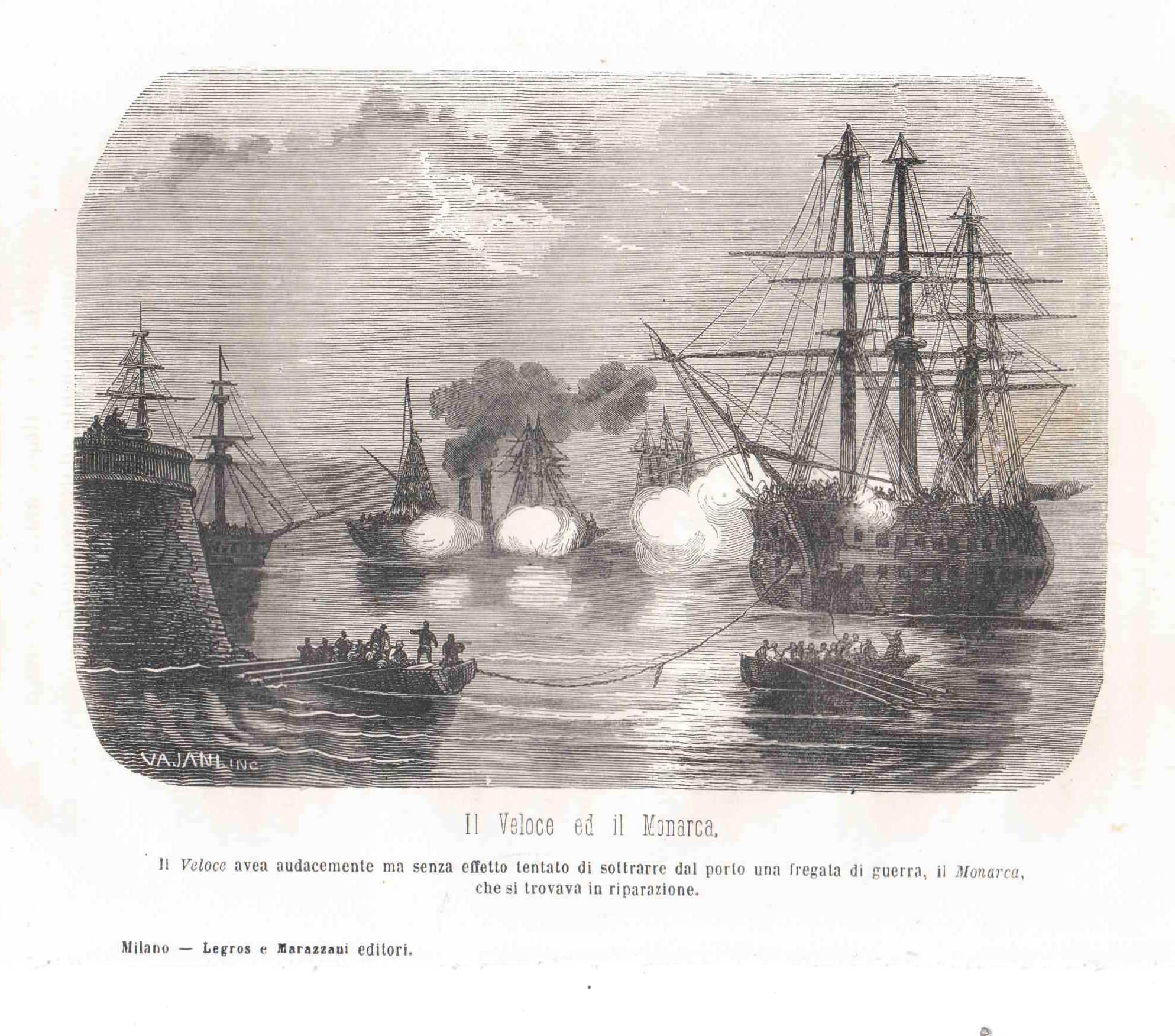
Un’altra incisione, di Pietro Vajani, sullo scontro tra Tukery e Monarca.

Comandava il reparto l'ufficiale dei bersaglieri Casalta d'Arnani. A Castellammare il capitano di vascello Giovanni Vacca, passato con i piemontesi, fece rimuovere dal Monarca le catene di ferro (ne rimase però una, dato che non vi fu il tempo di toglierla) e lasciò quelle di canapa, e fece ormeggiare il vascello perpendicolarmente alla banchina, con la prua rivolta verso il mare: tutte queste manovre avrebbero dovuto favorire la cattura della nave. La Tukery arrivò in vista di Napoli verso le sette di sera del 13 agosto, pertanto la nave dovette rallentare per non essere visibile prima di notte . Verso mezzanotte del 13 agosto la pirofregata italiana penetrò nel porto di Castellammare, trovando però una situazione imprevista: il Monarca non era più ormeggiato lungo la banchina (si prevedeva di affiancarlo ed abbordarlo), ma, per via degli ordini impartiti da Vacca, si trovava con la prua rivolta al mare, cosa che avrebbe complicato la cattura, richiedendo che le due navi accostassero le prue; inoltre non c'era nessuna nave da guerra sarda (a differenza di quanto era stato promesso a Piola) e la base era in allerta, causa il falso allarme verificatosi alcuni giorni prima in seguito all'avvistamento di mercantili erroneamente ritenuti carichi di garibaldini. Piola cercò comunque di prendere tempo, chiedendo agli uomini del Monarca dapprima se fosse in porto la pirofregata sarda Maria Adelaide, e poi domandando di attaccare una corda alla catena dell'àncora dell'unità borbonica, per poter girare: tutto mentre l'equipaggio della Tukery cercava di calare tre scialuppe senza essere visto, per cercare di abbordare la nave avversaria (una delle lance riuscì anche a gettare un cavo sulla prua del Monarca, ma rinunciò all'abbordaggio dopo il ferimento di un uomo, mentre le altre, portatesi sotto i portelli dei cannoni, trovarono le scalette ritirate dall'equipaggio e non poterono così salire). A quel punto, tuttavia, i marinai borbonici riconobbero la nave ed aprirono il fuoco: la Tukery, di bordo molto più basso del Monarca, venne dapprima fatta oggetto del tiro di moschetti dal pirovascello avversario, poi anche dai moli. L'equipaggio della pirofregata italiana si mise al riparo sottocoperta, i bersaglieri invece rimasero ai loro posti ed iniziarono a sparare per reagire al tiro borbonico, mentre Piola ordinò di issare le lance e, dopo aver ordinato macchina avanti per contrattaccare, manovra resa impossibile dalla rottura di un pistone, ordinò di fare macchina indietro per cercare – le fonti non sono concordi – di uscire dal porto per tornare a Palermo, di girare intorno al Monarca per affiancarvisi o di arrembare con la prua: in questa manovra una delle scialuppe venne risucchiata da una delle ruote della Tukery e distrutta, con alcune vittime tra i carabinieri genovesi a bordo, mentre le altre due imbarcazioni dovettero rinunciare all'abbordaggio (una fu poi catturata e l'altra affondata). La macchina a vapore si guastò e la nave rimase immobilizzata per una ventina di minuti, sotto il tiro sia del Monarca, i cui cannoni facevano fuoco a mitraglia, sia delle artiglierie delle fortificazioni di Castellammare (in tutto contro la Tukery furono esplosi sette colpi di cannone), oltre che dei tiratori della Guardia Nazionale che sparavano con le loro armi dalle banchine. Piola invece non aprì il fuoco con i cannoni, in quanto avrebbe rischiato di colpire le navi straniere in rada (vi erano il vascello francese Algesiras e quello britannico Renown), mentre si tentava di riparare le macchine: quando finalmente poté rimettere in moto, la Tukery si ritirò (dapprima venne sospinta dal vento verso la Renown e l’Algesiras, cosa che indusse i borbonici a cessare il fuoco per non colpire navi neutrali) ed uscì dal porto, dopo aver perso dai 3 ai 7 uomini (tra i quali il tenente Colombo dei bersaglieri ed il marinaio Giuseppe Croce) ed aver avuto tra i 6 ed i 17 feriti (compreso il guardiamarina Da Fieno). La nave rientrò poi a Palermo. Da parte borbonica l'unica vittima fu il marinaio cannoniere Ferdinando Carino, mentre rimasero feriti il capitano di fregata Guglielmo Acton (comandante del Monarca) e due marinai (Gaetano Caravella e Donato Fabiano).
Sul finire del 1860 la nave, per ordine di Cavour, venne messa in disarmo, e l'equipaggio sbarcato.

### L'incorporazione nella Regia Marina

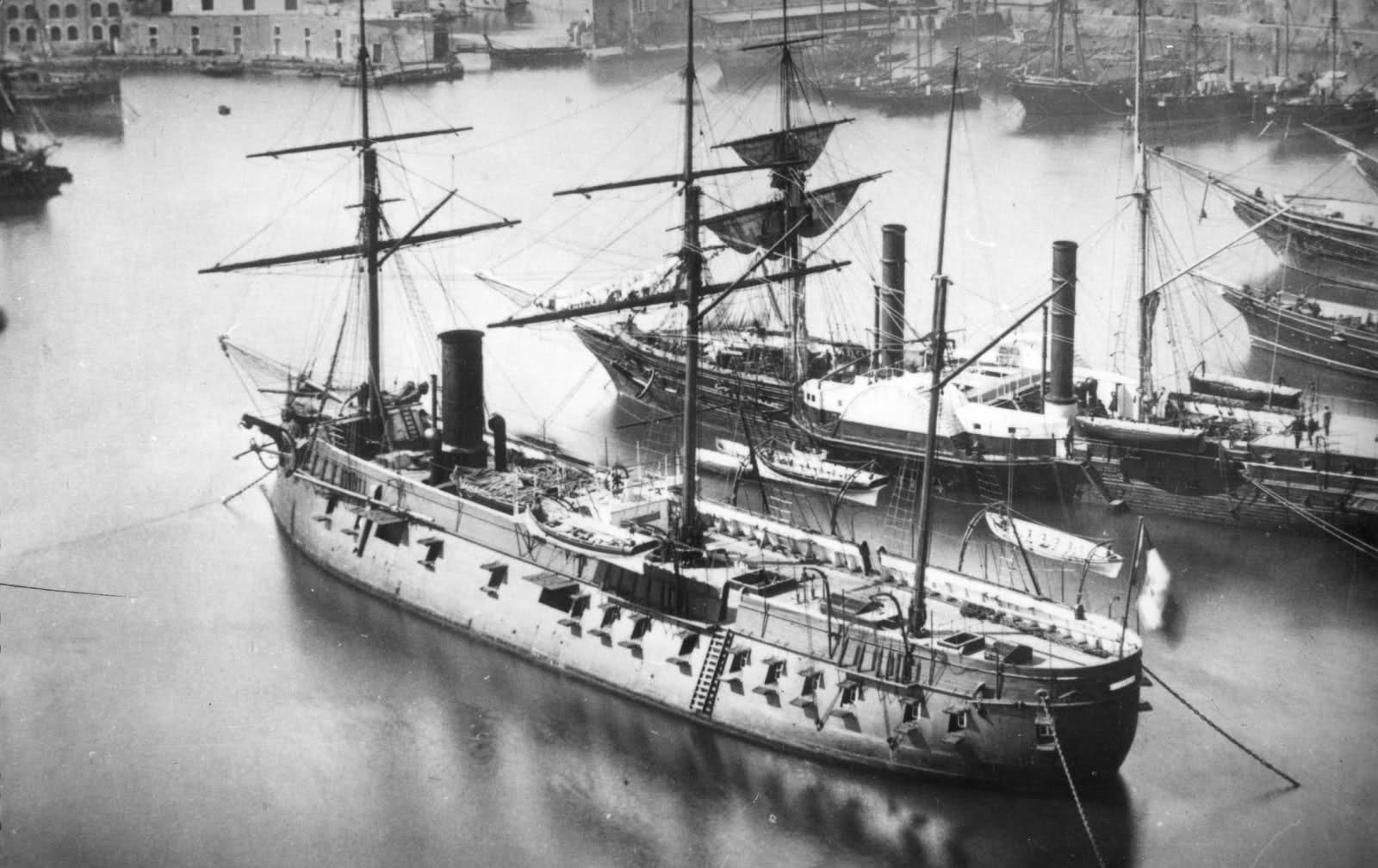
La Tukery, in secondo piano, ormeggiata a Napoli accanto alla cannoniera corazzata Varese, intorno al 1867.

Il 17 marzo 1861, con la costituzione della Regia Marina, la Tukery venne da essa incorporata, classificata come pirofregata a ruote di II rango.
Sottoposta a lavori a partire dall'estate del 1862, l'unità tornò in servizio a fine dello stesso anno. Il 14 giugno 1863 venne declassata a pirocorvetta di II ordine a ruote. 
Dopo altri lavori, effettuati nel 1866, la nave ebbe l'armamento ridotto ad un cannone rigato da 160 mm e quattro pezzi da sbarco rigati da 12 libbre.
L'unico compito di rilievo che la Tukery svolse per conto della Regia Marina consisté in una missione effettuata nell'ottobre 1867: in tale occasione la pirofregata venne inviata nelle acque di Caprera per non permettere che Garibaldi potesse partire da tale isola e formare un reparto per attaccare lo stato della Chiesa.
Terminato tale incarico, la Tukery venne disarmata a Napoli e lì rimase sino alla sua radiazione, avvenuta il 13 novembre 1870. La vecchia pirofregata venne demolita solo molto tempo dopo (ancora nel 1898 era esistente a La Spezia).